# Stone Temple Pilots
Stone Temple Pilots (ofte forkortet til STP) er en grunge/rock-gruppe fra San Diego i USA. Bandet bestod oprindelig af Scott Weiland (forsanger), brødrene Dean (guitar) og Robert DeLeo (bass, kor) og Eric Kretz (trommer), indtil Weiland blev fyret i 2013 og erstattet af forsangeren fra Linkin Park, Chester Bennington.
Efter dannelsen i 1989 som Mighty Joe Young underskrev bandet en kontrakt med Atlantic Records og skiftede navn til Stone Temple Pilots. Bandet fik stor succes med udgivelsen Core i 1992 og skulle siden blive én af de største kommercielle succeser i 1990´erne. Bandet udgav yderligere 4 albums: Purple (1994), Tiny Music... Songs from the Vatican Gift Shop (1996), No. 4 (1999) og Shangri-La Dee Da (2001). I 2002 brød bandet op og indledte hver især nye samarbejder, bl.a. Weiland i Velvet Revolver og DeLeo-brødrene i Army of Anyone. I 2008 fandt de sammen igen og udgav et nyt album (Stone Temple Pilots, 2010) og turnerede, indtil Chester Bennington overtog pladsen fra Weiland i 2013 - og turnerede igen, indtil Bennington forlod bandet i 2015 for at fokusere på sin karriere med Linkin Park. Samarbejdet med Bennington førte til EP´en "High Rise" (2013).
I begyndelsen af deres karriere blev STP´s lyd forbundet med grunge, men de senere albums viste bandets evne til at kombinere forskellige genrer som psykedelisk rock, bossanova og klassisk rock. Udviklingen førte til kommercielle op- og nedture, ligesom Weilands stof-misbrug ofte kom i fokus.
Den 3. december 2015 blev Weiland fundet død i sin tur-bus kort før en optræden med sit band The Wildabouts. I 2016 åbnede STP en online-søgning efter en ny forsanger.

## Historie

### 1985-92: dannelse og de tidlige år som Mighty Joe Young
Bandet giver to forskellige udlægninger af, hvordan forsanger Scott Weiland og bassist Robert DeLeo mødtes: ifølge den ene mødtes de til en Black Flag-koncert i Long Beach i Californien i 1985. De begyndte at tale om deres respektive kærester, indtil det gik op for dem, at de datede den samme kvinde. Men i stedet for at lade det komme imellem dem, blev de venner og startede et band - efter at have afsluttet forholdet til kvinden. I sin biografi beskriver Weiland dog, at han og vennerne guitaristen Corey Hicock og trommeslager David Allin så DeLeo spille live og lod ham spille med i deres band Soi Disant ved forskellige optrædener.
Efter et par år forlod Allin bandet, der fandt en afløser i Eric Kretz, som de så spille i en klub i Long Beach og overbeviste om at slutte sig til bandet. I 1989 forlod Hicock også bandet, og da de nu manglede en guitarist, foreslog Robert DeLeo sin bror, Dean. Han havde tidligere spillet guitar, men var stoppet for at blive succesfuld forretningsmand og spillede nu kun guitar på hobby-plan. Han sluttede sig til bandet, men var ikke tilfreds med dets daværende navn Swing, og de skiftede derfor navn til Mighty Joe Young. I 1990 lavede bandet et demo-bånd, der indeholdt nogle af de sange, der siden blev genindspillet til deres debut-album som Stone Temple Pilots. På båndet var der også musik-stile, som ikke kom med på albummet, nemlig funk og jodling.
Mighty Joe Young spillede flere koncerter i San Diego-området og opbyggede en fan-skare. Deres første optræden var som opvarmning for Henry Rollins på Whisky a Go Go. Bandet begyndte derefter arbejdet med deres debut-album sammen med Brendan O´Brien. Under indspilningerne blev de kontaktet af deres advokat, der kunne fortælle, at en blues-musiker allerede havde rettighederne til navnet Mighty Joe Young. Inspireret af de STP motorolie-klistermærker, de var fans af i barndommen, tog de afsæt i initialerne "STP" og kom frem til Shirley Temple´s Pussy og Stereo Temple Pirates, indtil de til sidste besluttede sig for navnet Stone Temple Pilots.

### 1992-95: Core og Purple
Stone Temple Pilots underskrev kontrakten med Atlantic Records i 1992, og debut-albummet Core blev udsendt den 29. september samme år. Den nåede helt op på en placering som nummer 3 på den amerikanske Billboard album-liste.Core blev en stor succes med hits som "Sex Type Thing", "Plush", "Creep" og "Wicked Garden". Men på trods af den kommercielle succes, blev de af flere anmeldere stemplet som "grunge-efterlignere". Samme år spillede Scott Weiland og Dean DeLeo en akustisk udgave af "Plush" på MTV-showet "Headbangers ball", som af mange betragtes som Weiland´s bedste optræden.
På trods af kritiske anmeldelser voksede fan-skaren, og de tog på en 4-ugers turné, hvor de var opvarmning for bl.a. Rage Against The Machine og Megadeth. I 1993 tog de på en 2½ måneds turné i USA og spillede også i programmet MTV Unplugged, herunder "Big Empty" for første gang.
I januar 1994 afholdt bladet Rolling Stone forskellige afstemning, hvor STP samtidig blev kåret som Bedste Nye Band af bladets læsere og som Værste Nye Band af bladets musik-anmeldere. Den følgende måned vandt bandet to priser ved American Music Award (Bedste Nye Pop / Rock Artist og Bedste Nye Heavy Metal / Hård Rock Artist), og i marts måned vandt de en Grammy for Bedste Hård Rock Optræden for sangen Plush.
I foråret 1994 vendte STP tilbage til studiet for at indspille deres andet album, der fik titlen Purple. Albummet blev indspillet på blot en måned og blev udsendt den 7. juni, hvor det strøg direkte ind på en amerikansk førsteplads. Det radio-venlige nummer Interstate Love Song blev straks et hit og indtog førstepladsen på rock-listen i en rekord-periode på 15 uger. Albummet indeholdt også numre som Vasoline og Big Empty (sidstnævnte var med i filmen The Crow), og i oktober, blot fire måneder efter udgivelsen, havde Purple rundet tre millioner solgte albums.

### 1995-2002: Tiny Music, pause, samling og Shangri-La Dee Da
I oktober 1995 lejede bandet en villa i Santa Barbara i Californien og begyndte indspilningen af deres tredje album, der fik titlen "Tiny Music... Songs from the Vatican Gift Shop", og som blev udgivet den 5. marts 1996. Albummets lyd var markant anderledes end de to tidligere albums, med en større hældning mod glamrock og psykedelisk rock og dermed væk fra dén hård rock og grunge-lyd, som gav dem succes i de første år. Derfor var kritikernes modtagelse af albummet blandet. Bladet Rolling Stone, som oprindelig havde forkastet STP´s musik, så positivt på albummet og fandt, at det var bandets bedste hidtil. De var imidlertid overraskede over den "skramlede og muntre musiske karakter", idet Weiland havde haft problemer både med stoffer og lovgivningen.
STP var ikke i stand til at fuldføre en turne for at promovere Tiny Music-albummet, og de trak sig fra deltagelsen i Kiss´ Reunion Tour. De kom på en kort turne i USA i slutningen af 1996, men måtte aflyse i Hawaii og også en mindre turne i 1997. På grund af Weilands personlige problemer tog STP en pause. Kiss-trommeslager Peter Criss gav udtryk for, at han håbede, at Weiland fik samling på sig selv, fordi STP var et godt band.
Resten af STP hyrede forsangeren fra Ten Inch Men, Dave Coutts, og optrådte under navnet Talk Show. De udgav et album under samme navn i 1997, hvorefter de brød op. På nogenlunde samme tid var Weiland i gang med sit solo-album, der fik titlen 12 Bar Blues og udkom i 1998. Selv om begge albums fik en vis opbakning fra anmelderne, blev ingen af dem kommercielle succeser.
I 1998 fandt Weiland, DeLeo-brødrene og Kretz sammen igen og påbegyndte arbejdet med bandets fjerde album. "No. 4" blev udgivet i 1999 og blev betragtet som et tilbage-til-rødderne rock-album henad Core og Purple. Stephen Thomas Erlewine fra Allmusic sammenlignede albummets lyd med samtidige alternative metal-bands og skrev i sin anmeldelse, at "det var som om, at STP ville konkurrere direkte med den nye generation af alternative metal-bands, som satte det aggressive over riffs". STP fik sit største hit siden succesen med Core og Purple i form af nummeret Sour Girl, med Sarah Michele Gellar fra serien Buffy - Vampyrdræberen i den tilhørende video. Bandet optog også en udgave af VH1 Storytellers og drog på sommer-turne med Red Hot Chili Peppers. Albummet No. 4 opnåede at sælge til platin.
I løbet af sommeren 2001 udgav STP deres femte album, der fik titlen Shangri-La Dee Da. De opnåede en vis succes med radio-hittet Days of the Week, men på trods af en turne sammen med Linkin Park og Godsmack på Family Values Tour, blev Shangri-La Dee Da en kommerciel fiasko. På dette tidspunkt virkede det til, at markedsføringen var minimal, og STP besluttede sig for ikke at udgive yderligere albums. De indspillede dog nummeret All In The Suit That You Wear, som skulle have været den ledende single på soundtracket til 2002-filmen Spider-man. Det blev dog Chad Kroeger´s sang Hero, der blev det endelige valg.
| Musikgruppe | Spire Denne artikel om en amerikansk musikgruppe er en spire som bør udbygges. Du er velkommen til at hjælpe Wikipedia ved at udvide den. |